# Sabal
Die Pflanzengattung Sabal bildet alleine die Tribus Sabaleae innerhalb der Familie der Palmengewächse (Arecaceae). Sie ist in der Neotropis verbreitet und es sind unterschiedlich große, einzelstämmige Fächerpalmen. Einige Arten werden als Zierpflanzen verwendet. 

## Beschreibung

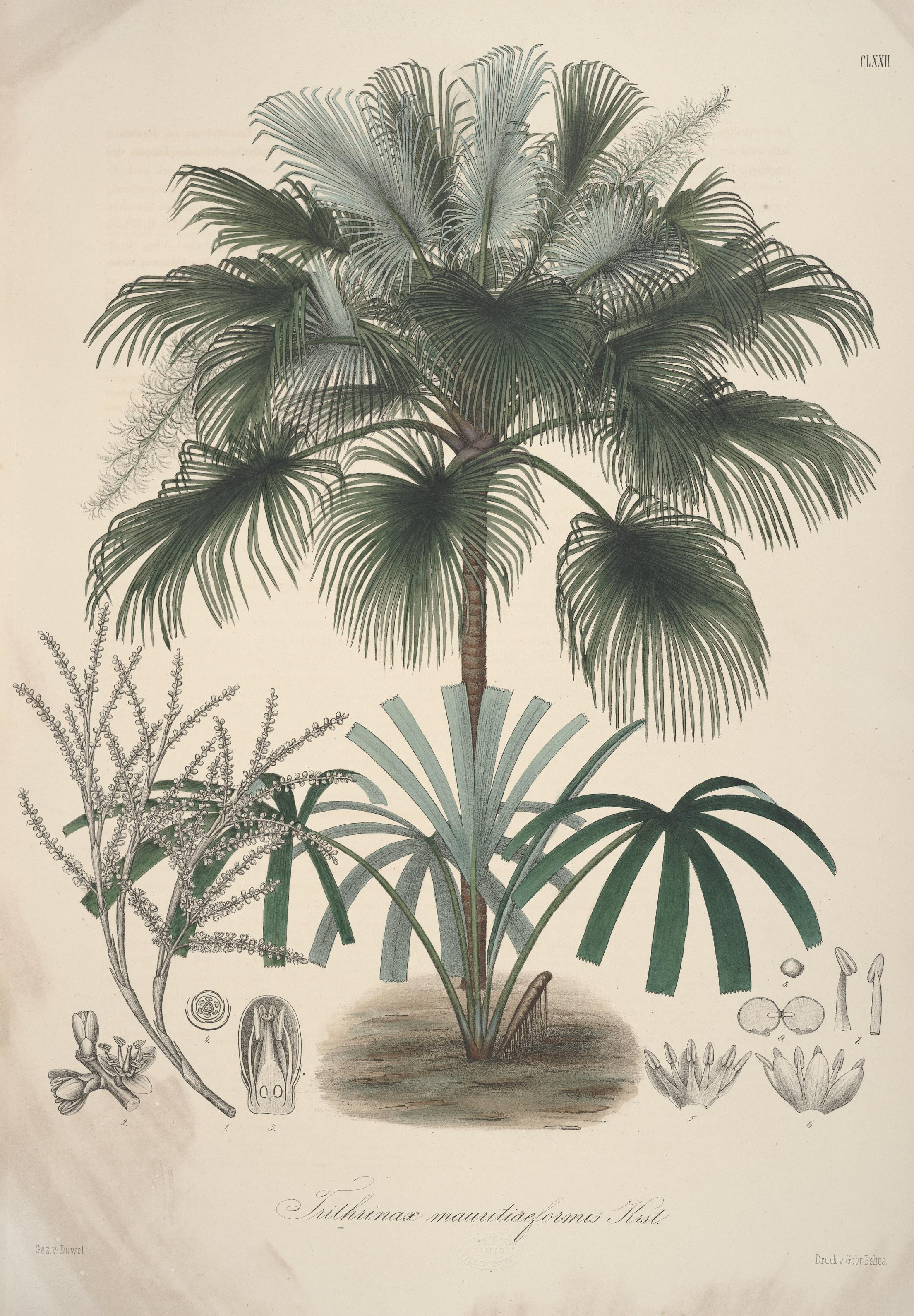
Illustration aus Florae Columbiae, Tafel CLXXII von Sabal mauritiiformis

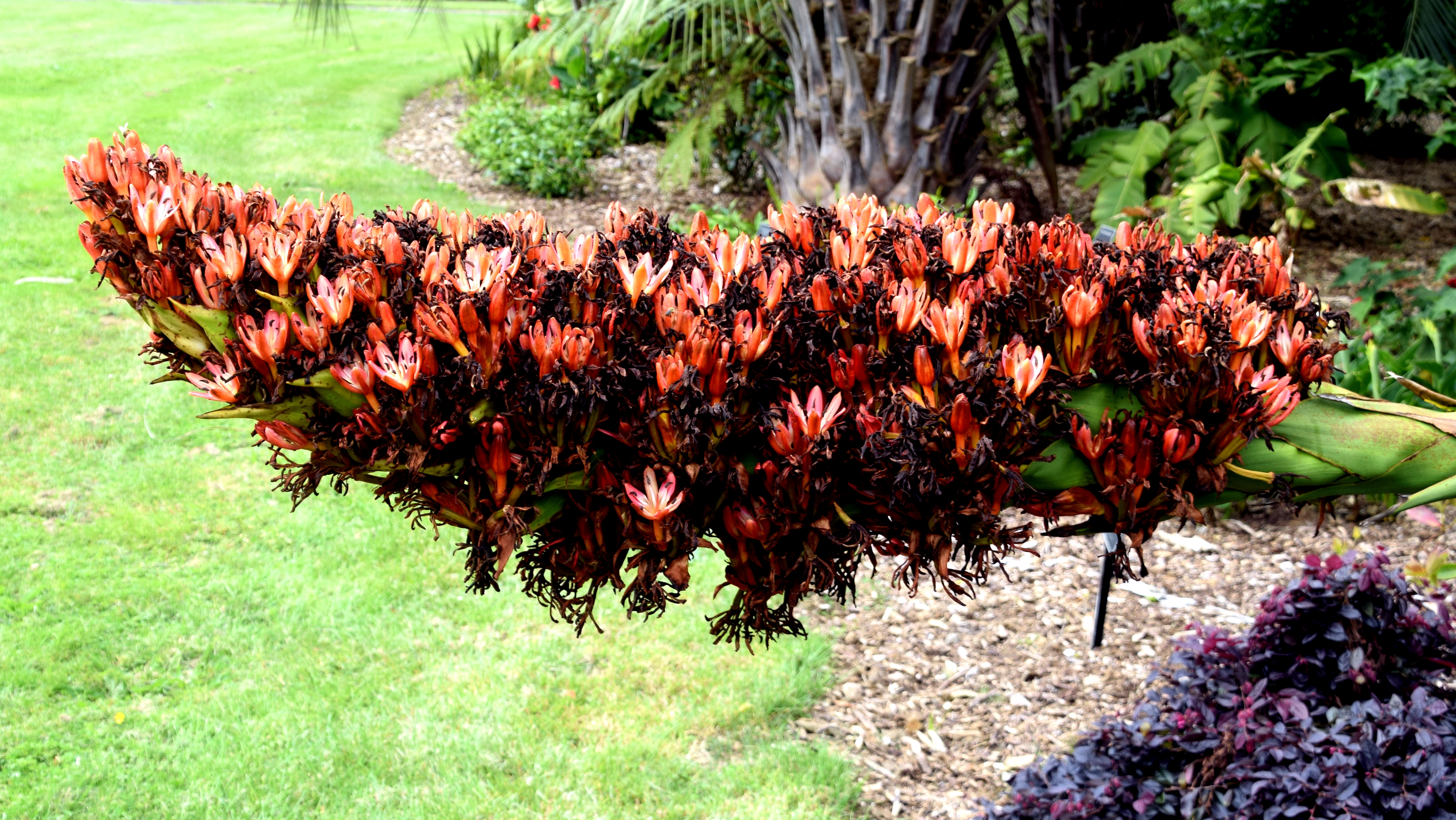
Blütenstand von Sabal causiarum

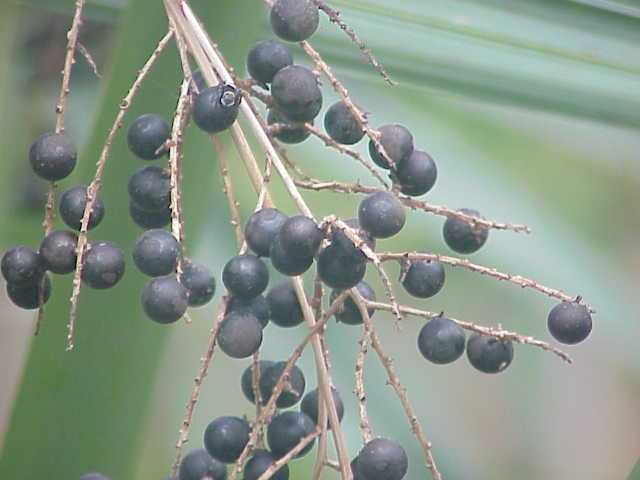
Fruchtstand von Sabal minor

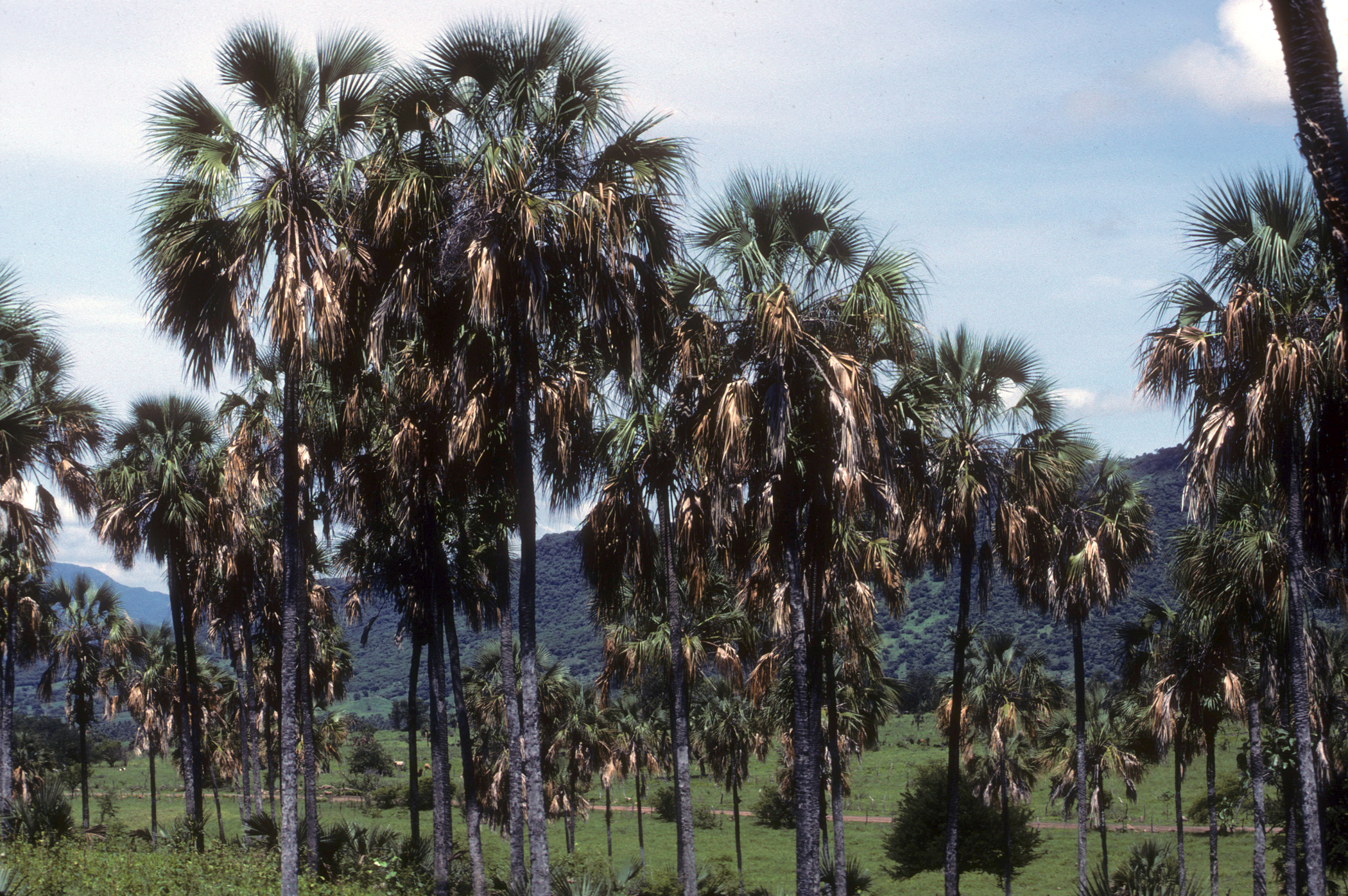
Sabal pumos

### Habitus
Sabal-Arten sind einzelstämmige Fächerpalmen. Sie sind zwergwüchsig bis groß, stammlos oder aufrecht und unbewehrt. Der Stamm ist häufig niederliegend und nach unten gebogen. Er ist mit Blattbasen bedeckt, rau und undeutlich geringelt, kann aber auch mit zunehmendem Alter glatt werden.

### Blätter
Die Blätter sind kurz oder deutlich costapalmat. Sie sind induplicat gefaltet und verbleiben nach dem Absterben am Pflanzenexemplar (Marzeszenz). Die Blattscheide hat eine auffällige Spalte unter dem Blattstiel, die Ränder der Blattscheide sind faserig. Der Blattstiel ist häufig sehr lang. Die adaxiale Hastula ist kurz und abgestumpft, oder häufiger lang und zugespitzt mit scharfem Rand, die abaxiale Hastula ist manchmal als flacher Rücken erkennbar.
Die Blattspreite ist flach oder häufiger gebogen. Entlang der zentralen abaxialen Falte ist sie bis zur Mitte oder fast bis zur Rippe zerteilt, weitere Teilungen befinden sich entlang der adaxialen Falten. Es entstehen so linealische, annähernd gleiche, einfach gefaltete Blattsegmente, die kurz bis tief zweiteilig sind. Die Mittelrippe der Segmente ist abaxial auffallend.

### Blütenstände
Die Pflanzenexemplare sind mehrmals blühend. Die Blütenstände stehen zwischen den Blättern (interfoliar) und bilden Seitenachsen vierter Ordnung. Das Vorblatt ist kurz, zweikielig und zweilappig. Die zu mehreren vorhandenen Hochblätter am Blütenstandsstiel sind unten röhrig mit auffälliger und schmaler Spitze. Die Blütenstandsachse ist gleich lang wie der Blütenstandsstiel oder länger. Die Hochblätter der Blütenstandsachse gleichen denen am Stiel, werden aber zur Spitze hin kleiner.
Die Hochblätter an den Achsen zweiter und dritter Ordnung sind deutlich ausgeprägt, röhrig und werden zur Achsenspitze hin kleiner. An den meisten Achsen ist ein Vorblatt vorhanden. Die blütentragenden Achsen (Rachillae) sind schlank, ihre Hochblätter stehen spiralig angeordnet, in jedem sitzt ein kleiner Seitenzweig mit einer einzelnen Blüte.

### Blüten
Die zwittrigen Blüten sind symmetrisch und dreizählig. Der Kelch ist an der Basis etwas verdickt, röhrig und schwach dreilappig; in trockenem Zustand treten die Nerven oft deutlich hervor. Die Krone ist im unteren Teil röhrig, die Kronlappen sind elliptisch und in der Knospe leicht imbricat. Die sechs Staubblätter haben eher fleischige, flache Staubfäden, die im unteren Teil zu einer Röhre verwachsen sind. Ihr freier Bereich ist ahlenförmig und an der Spitze nicht nach innen gebogen. Die Staubbeutel sind dorsifix, schmal-elliptisch und latrors. Die drei Fruchtblätter sind vollständig verwachsen, der Fruchtknoten ist dreilappig und nur etwas breiter als der Griffel. Die Samenanlagen stehen basal und sind anatrop. Der lange, dreigefurchte Griffel endet in einer kopfigen, dreilappigen und papillösen Narbe.
Der Pollen ist ellipsoidisch und leicht asymmetrisch. Die Keimöffnung ist ein distaler Sulcus. Die längste Achse misst 33 bis 50 Mikrometer.

### Früchte und Samen
Die Frucht entwickelt sich meist nur aus einem Fruchtblatt, manchmal von zwei oder allen drei. Sie ist kugelig bis birnenförmig. An der Basis stehen die Narbenreste und abortiven Fruchtblätter. Das Exokarp ist glatt, das Mesokarp fleischig ohne Fasern, das Endokarp ist dünn und häutig.
Der Samen ist nicht mit dem Endokarp verwachsen, glänzend braun und kugelig. Raphe und Narbe sitzen basal. Das Endosperm ist homogen.

### Chromosomensätze
Die Chromosomenzahl ist 2n = 36.

## Vorkommen
Das Verbreitungsgebiet der Gattung reicht in der Neotropis von Kolumbien im Süden bis ins nordöstliche Mexiko sowie die südöstlichen USA und umfasst das gesamte karibische Becken.
Einige Arten, so besonders die Zwergpalmettopalme (Sabal minor), wachsen in sumpfigen Gebieten, andere in sandigen Küstengebieten oder an offenen, trockenen Standorten.

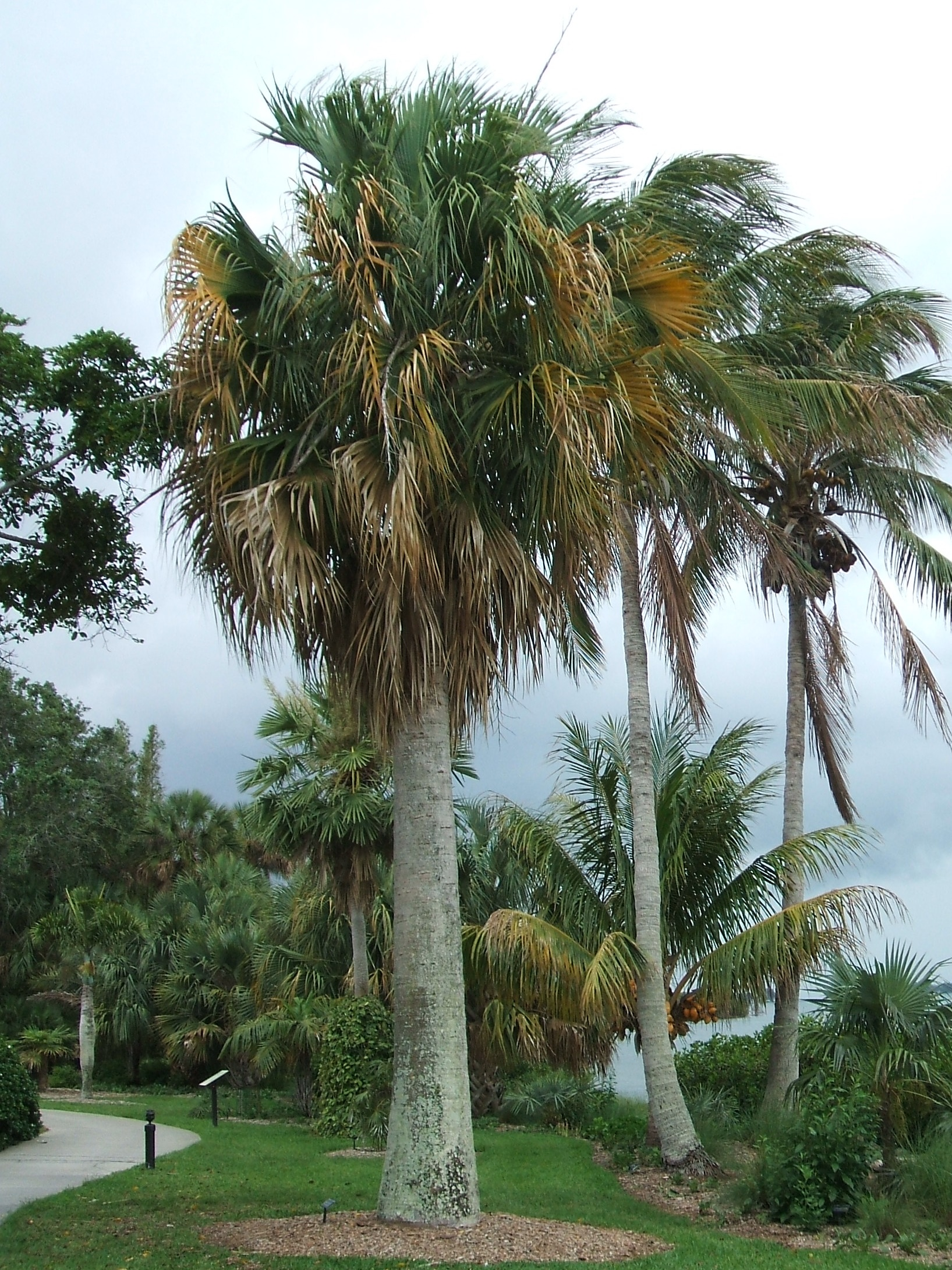
Sabal causiarum

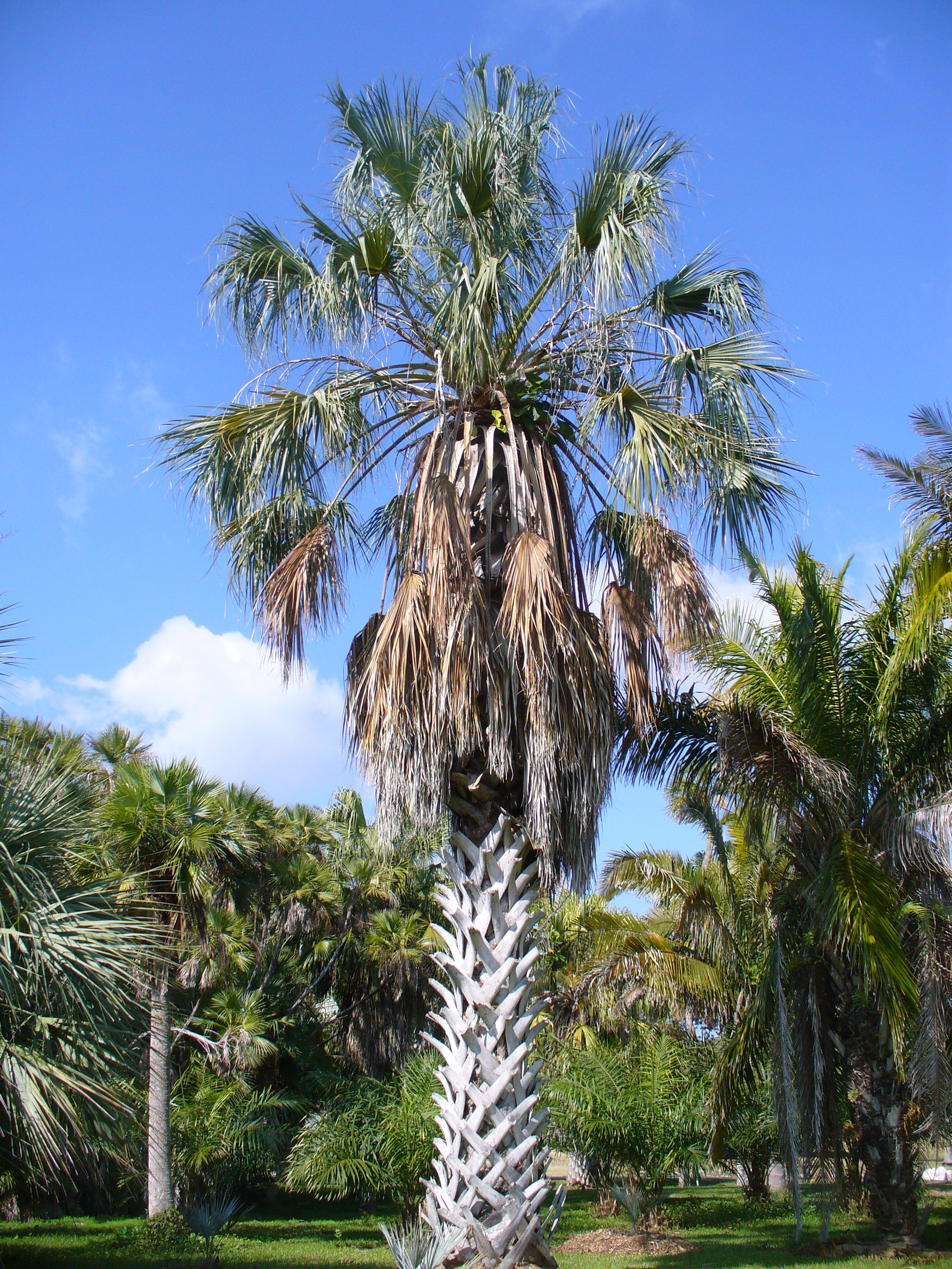
Sabal uresana

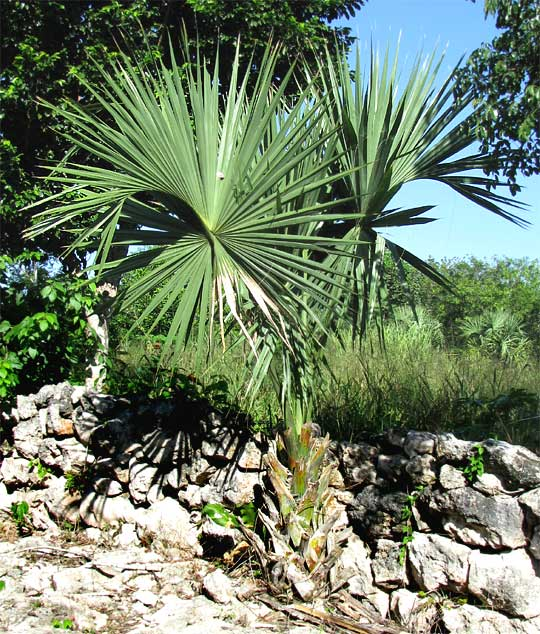
Sabal yapa

## Systematik
Die Gattung Sabal wurde 1763 durch Michel Adanson in Familles des Plantes, Band 2, Seite 495 aufgestellt. Typusart ist Sabal minor (Jacq.) Pers.
Die Gattung Sabal Adans. bildet alleine die Tribus Sabaleae in die Unterfamilie Coryphoideae wird innerhalb der Familie Arecaceae. Ihre Schwestergruppe ist die Tribus Cryosophileae.
Es gibt etwa 17 Arten:
- Sabal antillensis M.P.Griff.: Sie wurde 2017 erstbeschrieben und kommt nur auf Curaçao sowie Bonaire vor.[2]
- Sabal bermudana L.H.Bailey: Sie kommt ursprünglich auf den Bermudas vor und wurde nach Trinidad-Tobago eingeführt.
- Sabal ×brazoriensis D.H.Goldman, Lockett & Read
- Sabal causiarum (O.F.Cook) Becc.
- Sabal domingensis Becc.: Sie kommt auf Kuba und Hispaniola vor.
- Sabal etonia Swingle ex Nash
- Sabal gretherae H.J.Quero: Die Heimat ist Mexiko.
- Sabal lougheediana M.P.Griff. & Coolen: Sie wurde 2019 aus Bonaire erstbeschrieben.[2]
- Sabal maritima (Kunth) Burret: Kuba und Jamaika
- Sabal mauritiiformis (H.Karst.) Griseb. & H.Wendl.: Mexiko bis Venezuela, Trinidad.
- Sabal mexicana Mart.
- Zwergpalmettopalme (Sabal minor (Jacq.) Pers.)
- Palmettopalme (Sabal palmetto (Walter) Lodd. ex Schult. & Schult.f.)
- Sabal pumos (Kunth) Burret: Mexiko.
- Sabal rosei (O.F.Cook) Becc.: Mexiko
- Sabal uresana Trel..
- Sabal yapa C.Wright ex Becc.

## Nutzung
In der Vergangenheit wurden Palmen zur Herstellung von Besen und zum Dachdecken verwendet. Es werden etliche Arten als Zierpflanzen genutzt.